# Eteldreda
Sveta Eteldreda (staroengleski: Æthelthryth, Æþelðryþe, Aethelthryth, eng. Etheldreda, Audrey; Exning, oko 636. – Ely, 23. lipnja 679.), opatica iz druge polovice 7. stoljeća i svetica.

## Životopis
Bila je kraljevna Istočne Anglije, kraljica Fenlanda i Northumbrije te elyjska opatica. Vjerojatno je bila rođena u Exningu blizu Newmarketa u Suffolku kao jedna od četiriju svetih kćeriju kralja Anne od Istočne Anglije. Sve su se povukle iz sekularnog života i osnovale opatije. Osim triju sestara (Seksburge, Etelburge, Vitburge, imala je brata Jurmina.
Oko 652. udala se Tondbercta, poglavicu ili kraljevića južnih Gyrwasa. Nekako je supruga uvjerila neka poštuje njen zavjet trajnog djevičanstva koji je dala još prije udaje. Nakon suprugove smrti 655. povukla se na dotarij Otok Ely, koji je dobila od svog supruga Tondbercta. Na tom je otoku poslije osnovala opatiju u Elyju 673. godine. Zbog političkih se razloga ponovo udala 660., ovog puta za Egrita Northumbrijskog. Malo poslije njegova dolaska na prijestolje 670., Eteldreda je postala časna sestra.
Glavno mjesto štovanja bila je katedrala u Elyju, koja je danas u ruševnom stanju. Danas je to crkva sv. Etelrede u Ely Placeu, Holborn, London. Blagdan sv. Eteldrede je 23. lipnja. Zaštitnica je oboljelih na grlu. Na slikama ju se prikazuje kao opaticu koja u ruci drži Elyjsku katedralu.